# Svantjärnen (Gustav Adolfs socken, Värmland)
Svantjärnen är en sjö i Hagfors kommun i Värmland och ingår i Göta älvs huvudavrinningsområde.